# Salmer

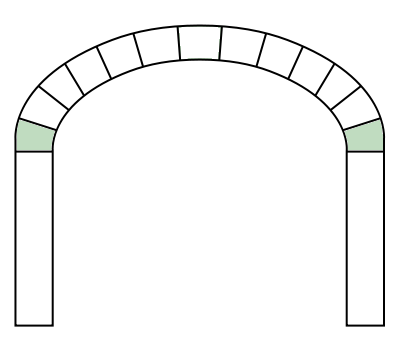
Salmer (parte inferior del arco)

En arquitectura, se llama salmer, palabra proveniente del francés saumier (carga), a la primera piedra de un arco que sienta de plano sobre el machón cuya parte es y está con corte inclinado del lado del arco para recibir la primera dovela.
Entre el salmer y el almohadón hay una diferencia: que el almohadón es parte del arco y lo recibe sobre una superficie inclinada opuesta a su lecho y el salmer es parte del machón y recibe el arco sobre una superficie inclinada que está al lado de su lecho. Generalmente decorado con una imposta.

## Expresiones relacionadas
- Mover de salmer. Estar las dos primeras cuñas de un arco asentadas sobre un salmer.